# Neoclosterus mefianti
Neoclosterus mefianti es una especie de escarabajo longicornio del género Neoclosterus, tribu Plectogasterini, orden Coleoptera. Fue descrita científicamente por Bouyer en 2011.
El período de vuelo ocurre durante los meses de enero, marzo, abril y diciembre.

## Descripción
Mide 39-41 milímetros de longitud.

## Distribución
Se distribuye por Camerún, Gabón y República del Congo.